# Benito Arias Montano

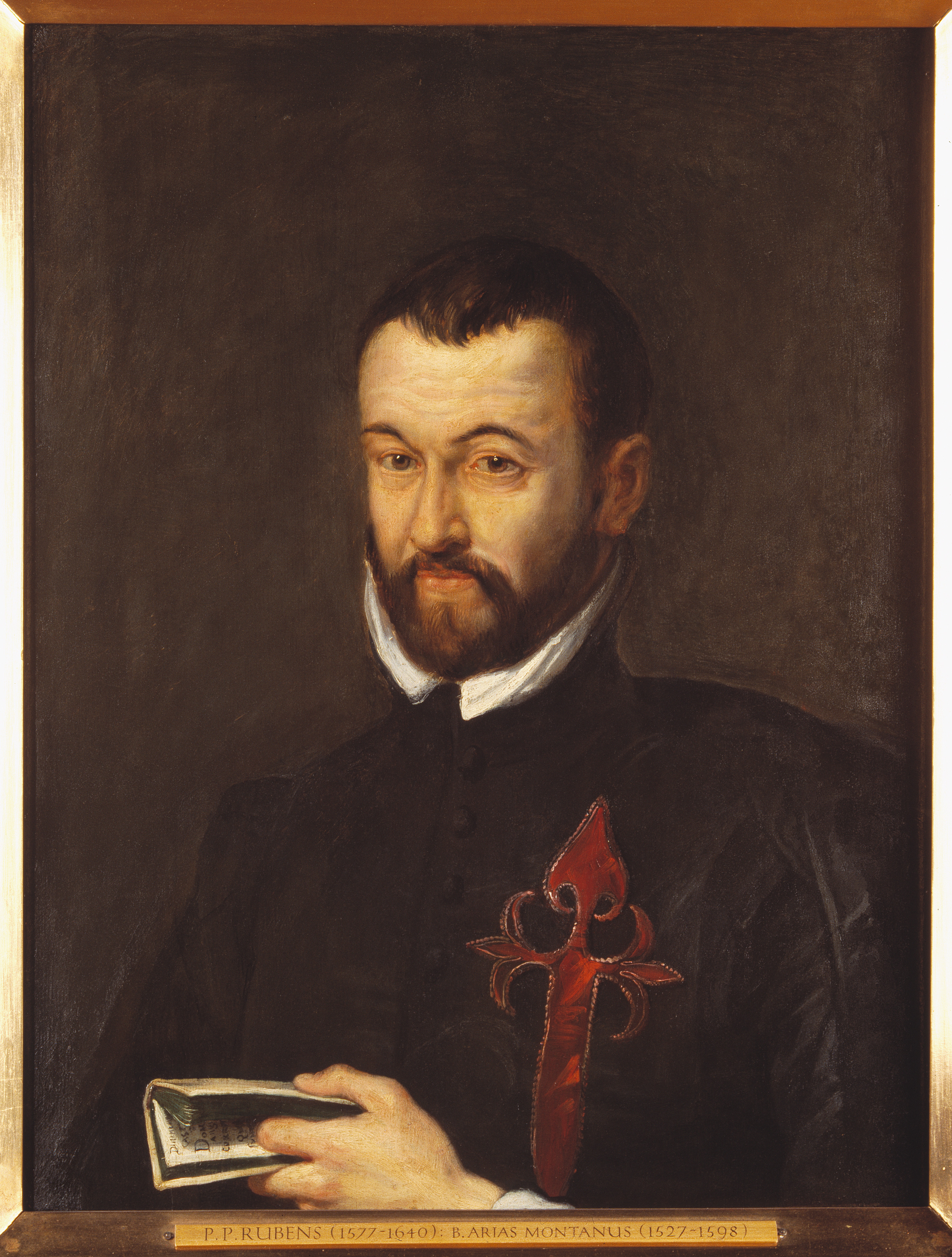
Postuum portret door Peter Paul Rubens in 1633 (Museum Plantin-Moretus, Antwerpen)

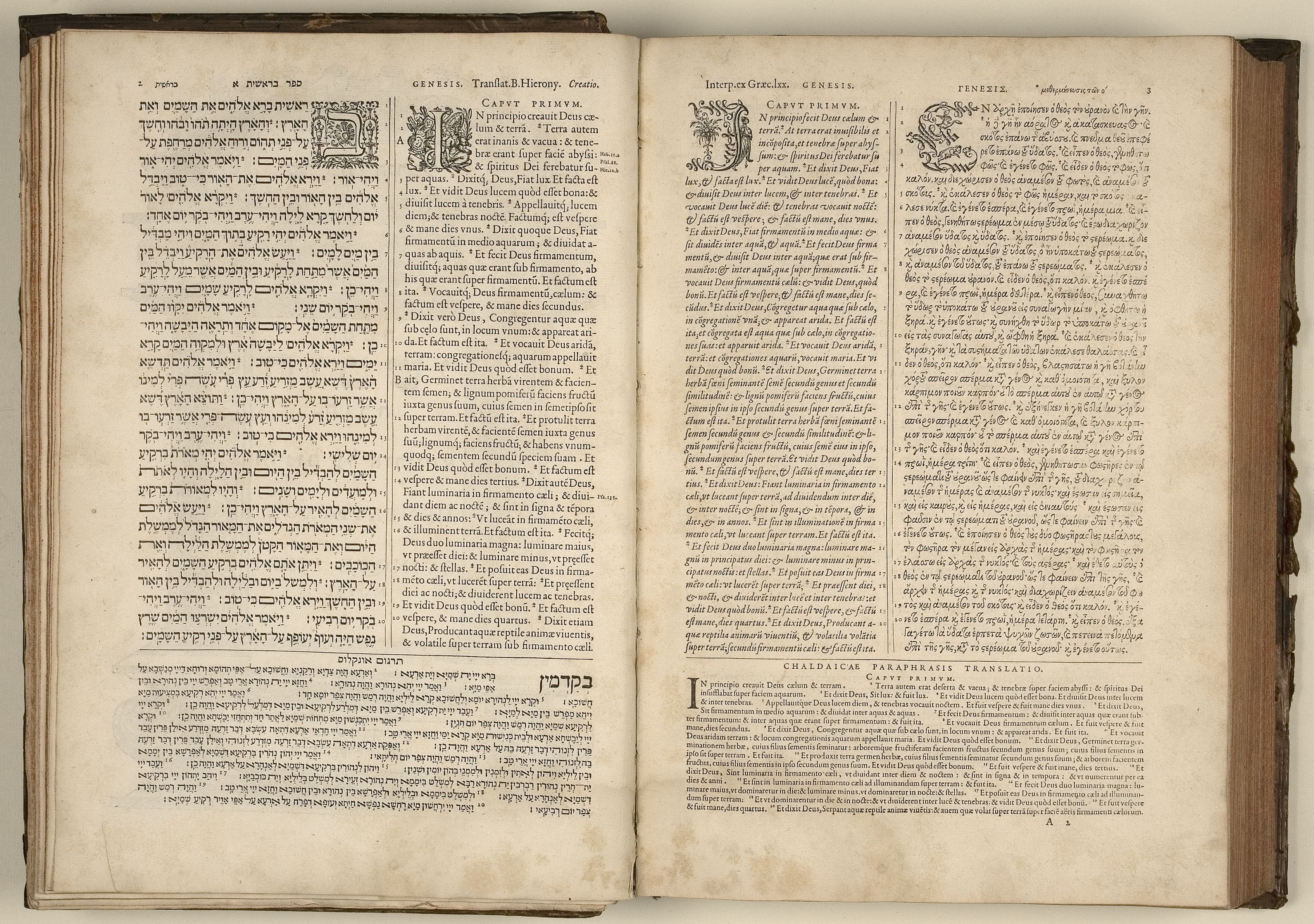
Bladzijde uit de Antwerpse Polyglot

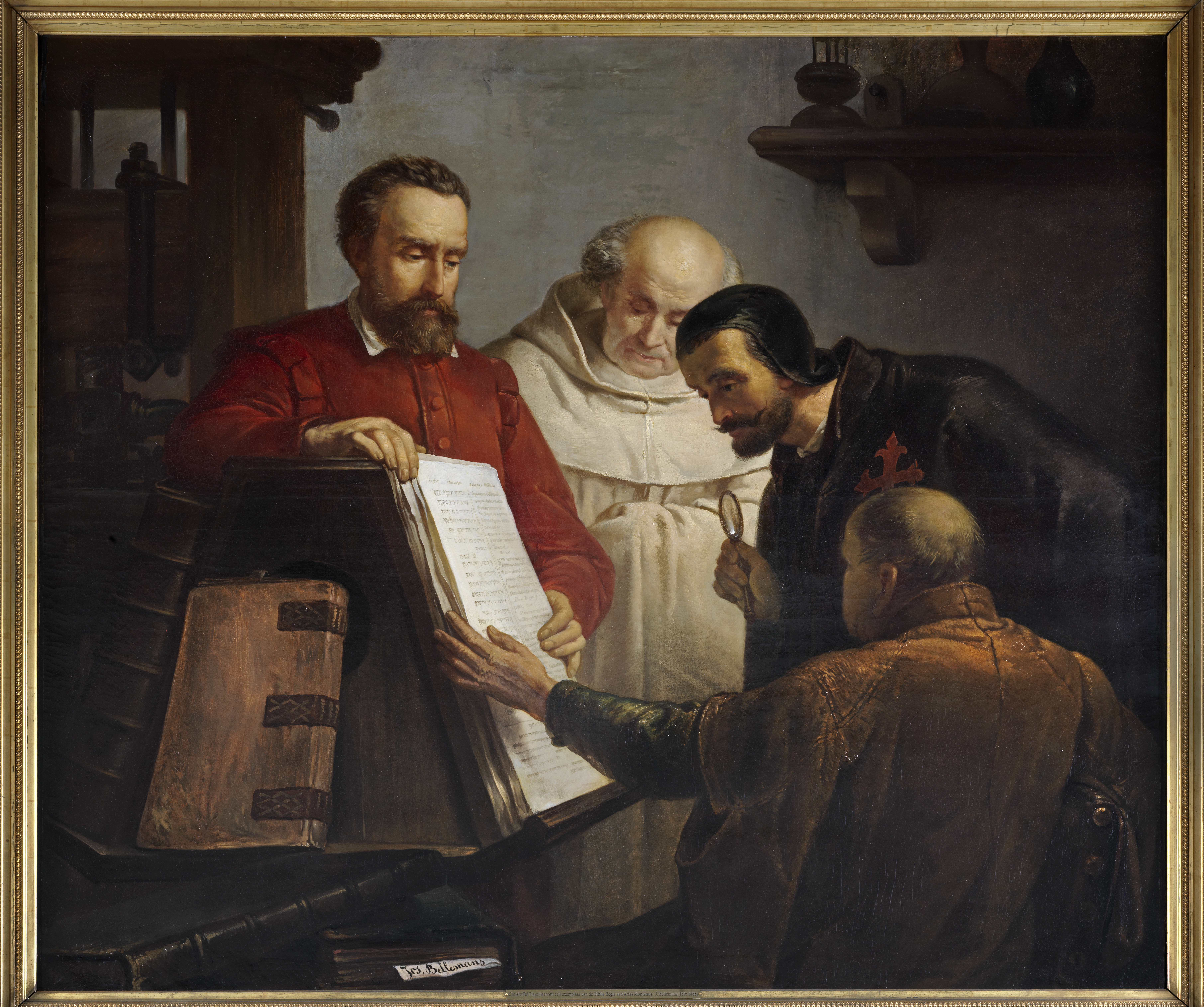
Plantin toont de Biblia Regia aan Arias Montanus (19e-eeuws historiestuk van Joseph Bellemans)

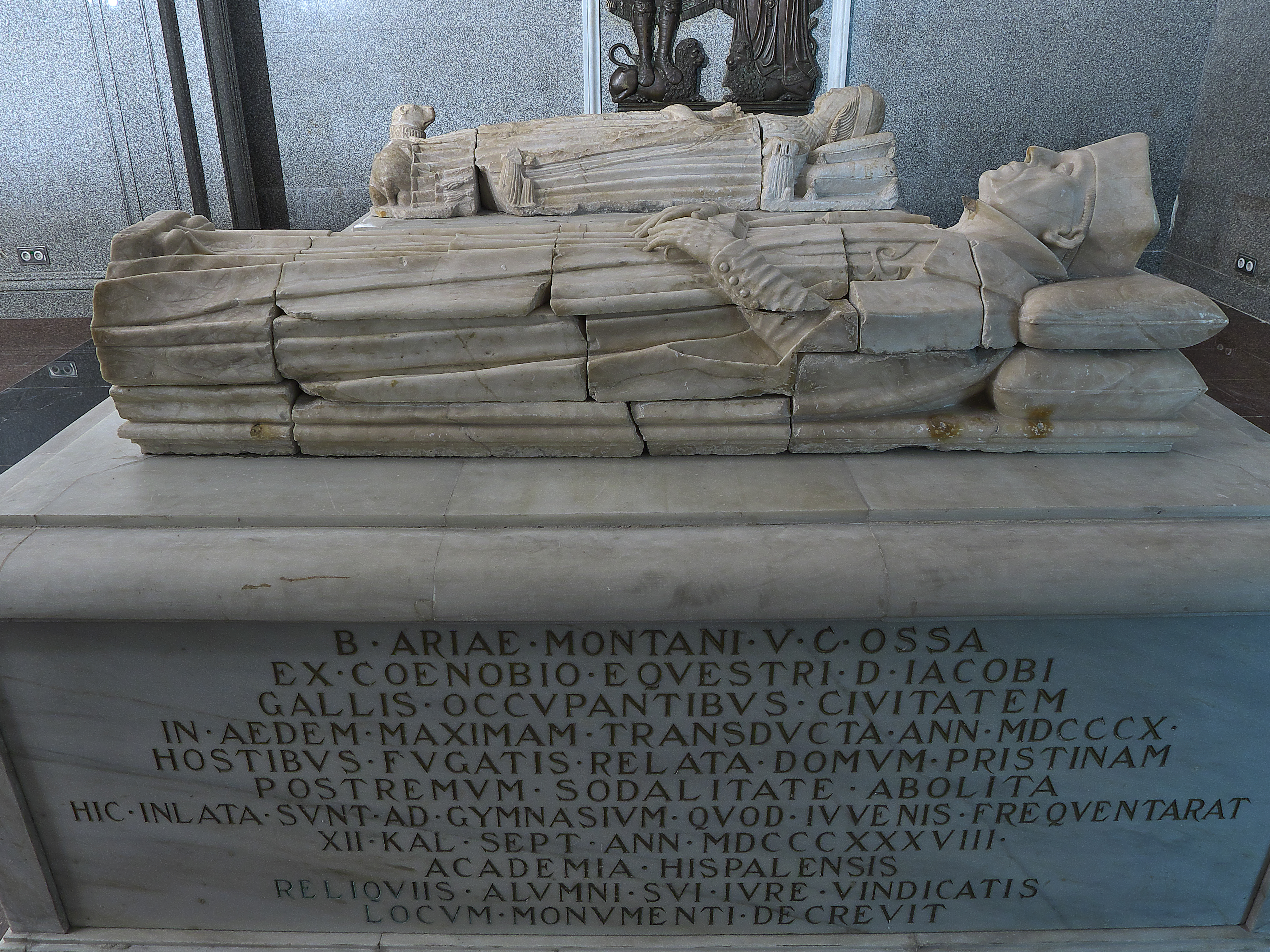
Graf van Arias in het pantheon van Sevilla

Benito Arias Montano, gelatiniseerd Benedictus Arias Montanus (Fregenal de la Sierra, 1527 – Sevilla, 6 juli 1598) was een Spaanse theoloog en oriëntalist. Hij was de redacteur van de Antwerpse Polyglot, een vijftalige bijbel.

## Leven
Benito Arias werd geboren in Fregenal de la Sierra, in het Sierra Morena-gebergte in Extremadura (vandaar de toevoeging Montanus in zijn naam). Hij studeerde aan de universiteiten van Sevilla en Alcalá de Henares. Weldra beheerste hij een tiental talen, waaronder Hebreeuws en andere Semitische talen. Rond 1559 legde hij klerikale geloften af. Hij werd een geestelijk lid van de Santiago-ridderorde en vergezelde in 1562 de bisschop van Segovia naar het Concilie van Trente, waar hij zich liet opmerken door zijn geleerde tussenkomsten. 
Weer in Spanje trok hij zich terug in een kluis in Aracena, vanwaar hij in 1568 werd ontboden door koning Filips II om een nieuwe meertalige uitgave van de Bijbel te superviseren. Behalve de redactionele coördinatie nam Arias ook veel vertaalwerk op zich. Het resultaat verscheen in 1569-1572 bij Plantijn in acht delen onder de titel Biblia sacra hebraice, chaldaice, graece et latine. Verschillende delen waren gewijd aan een wetenschappelijk apparaat, waarin hij ook illustraties en kaarten opnam. Dit was de vrucht van zijn belangstelling voor geografie. Tijdens zijn Antwerpse jaren maakte Arias het programma voor het standbeeld van Alva dat in het Zuidkasteel werd opgericht. Daarna bracht hij op bevel van de koning zijn Polyglot naar Rome voor goedkeuring door paus Gregorius XIII.
León de Castro, een hoogleraar oosterse talen in Salamanca die een Vulgaatvertaling had gemaakt, gaf Arias aan bij de Romeinse en vervolgens bij de Spaanse inquisitie, omdat hij de bijbeltekst zou hebben gewijzigd en voorrang zou hebben gegeven aan rabbijnse en Aramese geschriften. Na verschillende reizen naar Rome werd Arias in 1580 van vervolging ontslagen. Hij keerde terug naar zijn kluizenarij en weigerde de bisschopszetel die hem werd aangeboden. Wel aanvaardde hij de functie van koninklijk kapelaan en bibliothecaris van het Escorial, waar hij oosterse talen onderwees. Zijn laatste jaren bracht hij door in Sevilla als commandeur van de Santiago-orde.

## Werk
Arias leidde het leven van een asceet en verdeelde zijn tijd tussen gebed en studie. Naast de werken die hij schreef in verband met de Antwerpse Polyglot, met voorop Antiquitatum judaicarum libri IX (1593), liet Arias veel commentaren na op bijbelboeken. Ook schreef hij Humanae salutis monumenta (1571), een Latijnse vertaling van de reis van Benjamin van Tudela, en andere boeken over zeer uiteenlopende onderwerpen. Hij was voorts bekend als dichter van voornamelijk religieuze verzen. 

## Publicaties
- Rhetoricorum libri IV, 1569
- Biblia sacra Hebraice, Chaldaice, Graece, & Latine, 8 dln., 1569-1572
- Commentaria in duodecim Prophetas, 1571
- Humanae salutis monumenta, 1571
- Virorum doctorum de disciplinis benemeritis efigies XLIV, 1572
- Davidis Regis ac Prophetae aliorumque sacrorum vatum Psalmi, 1573
- Humani generis amatori Deui liberalísimo sacr. Divinarum Nuptium conventa et acta, ad piorum admonitionem a Philippo Gallaeo aereis tabulis incisa, 1573
- Christi Jesu vitae, admirabiliunque actionum speculum, 1573
- Speculum vitae et passionis Christi, 1573
- Itinerarium Benjaminis Tudelensis, 1575
- Biblia Sacra, quid in hac editione a theologis lovaniensibus praestitum sit paulo post indicatur, 1574
- Dictatum Christianum, sive comunes et aptae discipulorum Christi omnium partes, 1575
- David, hoc est virtutis exercitatissimae probatum Deo spectaculim, ex David pastoris, militis, ducis ac prophetae exemplis, 1575
- Elucidationes in IV Evangelia, quibus accedunt elucidationes in Acta Apostolorum, 1575
- De optimo imperio, sive in libr. Josué commentarium, 1583
- Elucidationes in omnia Apostolorum scripta, eiusdem s. Johannis apostoli et evangelistae Apocalypsin significationes, 1588
- Poemata in IV tomos distincta, 1589
- De varia republica, sive commentarium in librum Judicum, 1592
- Hymni et saecula sive Poemata sacra, 4 dln., 1593
- Antiquitatum Judaicarum libri IX, 1593
- Liber generationis et regenarationis Adam, sive de historia generationis humani, 1593
- Commentaria in Isaiae prophetae sermones, 1599
- Naturae historia, prima in magni operis corpore pars, 1601
- In XXXI Davidis Psalmos priores commentaria, 1605